# Reapers
«Reapers» es una canción del grupo de rock inglés Muse perteneciente a su séptimo álbum de estudio Drones. Fue lanzado como sencillo promocional el 16 de abril de 2016 durante el Record Store Day.
Con la compra del sencillo se regalaba un origami con instrucciones para crear un dron de papel.

## Composición
Dentro de la historia de «Drones», Reapers representa el momento en el que el protagonista pierde su empatía por completo y se convierte en una máquina de matar a distancia. La letra menciona "Reapers and Hawks" como referencia al dron Northrop Grumman RQ-4 Global Hawk y AGM-114 Hellfire, un misil aéreo empleado frecuentemente en vehículos de combate aéreo. En el minuto 5:57 se puede oír una voz distorsionada diciendo "Follow the Yellow Brick Road", una posible referencia a la escena de El Mago de Oz en la que el camino amarillo lleva hacia el mago que controla Oz, funcionando así como una transición a «The Handler», quien controla los drones.
Con una duración de seis minutos, se trata de una de las canciones más progresivas de Muse, incluyendo un prominente uso de modulaciones y un trabajo de guitarra más técnico y elaborado. La sección de tapping que introduce la canción ya había aparecido previamente en directos, como introducción para «Stockholm Syndrome» en 2008 o como outro de «Plug in Baby» durante la gira del álbum The Resistance. La canción incluye el solo de guitarra más largo de Muse. El trabajo de guitarra ha sido comparado con el del guitarrista de heavy metal Yngwie Malmsteen, alguien que Bellamy reconoció como influencia más adelante. La guitarra fue también fuertemente influenciada por canciones de Rage Against the Machine como «Bombtrack» o «Freedom».
Como muchas canciones del grupo, la canción está escrita en Re menor. El verso sigue la cadencia andaluza dos veces, con el bajo recorriendo la novena de cada acorde. Bellamy y Wolstenholme tocan el riff principal al unísono utilizando la escala pentatónica de Re menor, respaldado por el cántico de "¡Drones!". El riff asciende cromáticamente para establecer un nuevo centro tonal en el modo mixolidio de Sol. Seguidamente, las guitarras entrecortadas dan paso a otro solo de tapping, y en algún momento el verso y el coro se repiten de nuevo. En la sección final, los riffs dan paso a acordes arpegiados mientras la canción construye un clímax dramático, en cuyo punto el tempo baja repentinamente. A medida que la intensidad aumenta, Bellamy dobla la línea de bajo con la guitarra mientras suenan sirenas de ataque aéreo y grita repetidamente "¡AQUÍ VIENEN LOS DRONES!" al micrófono.

## Video musical
La banda subió el video musical a su canal de YouTube el 29 de mayo de 2015. El video, dirigido por Tom Kirk, muestra una mujer pilotando un dron que persigue a un hombre. Estéticamente, el video es monocromático, a excepción de los labios rojos de la mujer piloto. Sobre la imagen se superponen retículas que muestran al hombre como un target. La banda aparece tocando la canción como siluetas.

## Recepción
"Reapers" se convirtió en el sencillo de Muse mejor posicionado en la lista "Mainstream Rock Songs" de Billboard, alcanzando el segundo lugar. En 2022 fue superado por "Won't Stand Down" el cual llegó al número 1.
The Observer comentó que "la canción expone la superposición entre la destrucción insensible de la guerra con drones y la destrucción insensible provocada por personas que se destrozan mutuamente.".

## Lista de canciones
Descarga digital

| N.º | Título    | Duración |  |
| 1.  | «Reapers» | 5:59     |  |

Vinilo 7

| N.º | Título                   | Duración |  |
| 1.  | «Reapers»                | 5:59     |  |
| 2.  | «Reapers (Live in Köln)» | 5:59     |  |

## Posicionamiento en listas
| Listas (2015-2016)                            | Mejor posición |
| --------------------------------------------- | -------------- |
| Bélgica (Flandes) (Ultratip Bubbling Under)   | 45             |
| Canadá (Canada Rock)                          | 39             |
| Francia (SNEP)                                | 75             |
| Suiza (Schweizer Hitparade)                   | 71             |
| UK Singles (Official Charts Company)          | 127            |
| Estados Unidos (Hot Rock & Alternative Songs) | 37             |
| Estados Unidos (Mainstream Rock)              | 2              |